# Euphrasia bakurianica
Euphrasia bakurianica är en snyltrotsväxtart som beskrevs av Juzepczuk. Euphrasia bakurianica ingår i släktet ögontröster, och familjen snyltrotsväxter. Inga underarter finns listade i Catalogue of Life.